# Mailly-Raineval
Mailly-Raineval is een gemeente in het Franse departement Somme (regio Hauts-de-France) en telt 233 inwoners (2004). De plaats maakt deel uit van het arrondissement Montdidier.

## Geografie
De oppervlakte van Mailly-Raineval bedraagt 14,5 km², de bevolkingsdichtheid is 16,1 inwoners per km².
De onderstaande kaart toont de ligging van Mailly-Raineval met de belangrijkste infrastructuur en aangrenzende gemeenten.

## Demografie
Onderstaande figuur toont het verloop van het inwonertal (bron: INSEE-tellingen).

## Geboren
- François Anthony de Rayneval (?-1726), commandeur en gouverneur-generaal van Suriname